# Katarzyna Zillmann
Katarzyna Zillmann, född 26 juli 1995, är en polsk roddare.
Zillmann tog silver tillsammans med Agnieszka Kobus, Marta Wieliczko och Maria Sajdak i scullerfyra vid olympiska sommarspelen 2020 i Tokyo.